# Стравинский (алмаз)

Алмаз «Стравинский»

Страви́нский — уникальный алмаз насыщенного жёлтого цвета в 34,17 карата, найденный в россыпи «Эбелях» в 2017 году. Алмаз был признан одной из лучших находок года по версии издания The National Jeweler.

## Описание
Название алмазу дано в честь Игоря Фёдоровича Стравинского (1882–1971) русского композитора, в связи со 100-летием балетной антрепризы Сергея Дягилева «Русские сезоны», для которой Стравинским была написана музыка к балетам «Жар-птица», «Петрушка», «Весна священная».
Алмаз добыт 15 сентября 2017 года на месторождении россыпи «Эбелях». Алмаз ювелирного качества, ярко-жёлтого цвета с медовым оттенком. Масса алмаза 34,17 карата, размеры – 20,17×19,65×15,10 мм. Морфологически алмаз — гладкогранный октаэдроид, переходный к додекаэдроиду. В 2019 году был представлен огранённый из этого алмаза бриллиант «Жар-птица».

## Жар-птица (бриллиант)

Бриллиант «Жар-птица»

Название бриллианту дано в честь балета «Жар-птица» на музыку Игоря Фёдоровича Стравинского, представленного в антрепризе Сергея Павловича Дягилева «Русские сезоны», а также в связи со столетием её проведения.
Бриллиант «Жар-птица» (Firebird) входит в уникальную «театральную» коллекцию бриллиантов «Представление» (The Spectacle).
Огранка бриллианта из алмаза «Стравинский» проходила в 2019 году на предприятии «Бриллианты АЛРОСА» и заняла несколько месяцев.
Бриллиант изумрудной изометричной огранки. Масса бриллианта — 20,69 карат, размеры — 14,93×14,59×10,24 мм. Качественные характеристики в соответствии с оценкой «Геммологического института Америки» (GIA): цвет – «Fancy Vivid Yellow» (фантазийный яркий жёлтый), чистота – «VS1» (very slightly uncluded 1, практически без включений), качество полировки – «EX» (excellent, превосходное), параметры симметрии – «EX» (excellent, превосходные).
Нетипичная для камней фантазийных цветов форма огранки за счёт параллельной структуры граней-ярусов максимально подчёркивает сочность природного цвета и создаёт невероятный оптический эффект, напоминающий одновременно игру языков пламени, блики солнца в кристально чистой воде и снопы искр в хвосте сказочной птицы.
Бриллиант продан на аукционных торгах фирме «Graff Diamonds International Limited» в декабре 2019 года. Это первая прямая покупка Graff у АЛРОСА без посредников. Точная стоимость драгоценного камня не раскрыта.